# CD Leganés
Club Deportivo Leganés S.A.D is een Spaanse voetbalclub. Thuisstadion is het Butarque in Leganés in de autonome regio Madrid. CD Leganés promoveerde aan het eind van het seizoen 2023/24 terug naar de Primera División.

## Historie
CD Leganés is een club die sinds de jaren 60 regelmatig uitkomt in het professionele voetbal in Spanje. Sinds het seizoen 1978/79 speelt het onafgebroken in de hoogste divisies, ook al kwam het tot het seizoen 2016/17 nooit uit in de Primera División. Daar kwam het in die tijd ook nooit dicht bij: de hoogste klassering voor het seizoen 2015/16 was de achtste plaats in de Segunda División A, behaald in zowel seizoen 1995/96 als seizoen 1996/97. Op dit niveau was het actief van 1993 t/m 2004. In dat laatste jaar degradeerde Leganés naar de Segunda División B. Op dit niveau was de club eerder actief van 1987 t/m 1993. Daarvoor speelde het ruim tien jaar in de Tercera División. Leganés promoveerde aan het eind van het seizoen 2013/14 terug naar de Segunda División A. Hierin eindigde het in het seizoen 2015/16 op de tweede plaats, het beste resultaat in de clubhistorie en genoeg om voor het eerst te promoveren naar de Primera División. Het eerste seizoen 2016/2017 in Primera División eindigden ze op een 17de plaats met 35 punten. Het daaropvolgende seizoen 2017/2018 eindigden ze opnieuw op de 17de plaats, één plaats boven de degradatiestreep. Ook het derde seizoen 2018/2019 stond in het teken van het gevecht voor het behoud,  maar met een uiteindelijke 13de plaats bleek dit nog gemakkelijker dan gedacht.  Het vierde seizoen 2019/20 werd de ploeg 18de en degradeerde zo.  Zo speelt de ploeg vanaf seizoen 2020/21 weer op het niveau van Segunda División A.
In het tussenseizoen voor uitgave 2022/23 verkocht de familie Moreno de ploeg aan de Amerikaanse investeringsgroep Blue Crow Sports Group. In het seizoen 2023/24 eindigde Leganes op de eerste plaats in de Segunda Division en promoveerde het naar de Primera División, waar het terugkeerde na een afwezigheid van vier seizoenen.

## Erelijst
- Segunda División

2023/24
- Segunda División B

1992/93
- Tercera División

1985/86

## Eindklasseringen
- 1947 5e
3e regionaal
- 1948 1e
3e regionaal
- 1949 2e
2e regionaal
- 1950 4e
1e regionaal
- 1951 13e
1e regionaal
- 1952 7e
1e regionaal
- 1953 3e
1e regionaal
- 1954 1e
1e regionaal
- 1955 5e
Tercera División
- 1956 4e
Tercera División
- 1957 13e
Tercera División
- 1958 12e
Tercera División
- 1959 13e
Tercera División
- 1960 16e
Tercera División
- 1961 14e
1e regionaal
- 1962 2e
2e regionaal
- 1963 4e
1e regionaal
- 1964 13e
Tercera División
- 1965 16e
Tercera División
- 1966 5e
1e regionaal
- 1967 3e
1e regionaal
- 1968 17e
Tercera División
- 1969 8e
1e regionaal
- 1970 4e
1e regionaal
- 1971 7e
1e regionaal
- 1972 10e
1e regionaal
- 1973 9e
1e regionaal
- 1974 10e
1e regionaal
- 1975 1e
2e regionaal
- 1976 6e
1e regionaal
- 1977 1e
1e regionaal
- 1978 16e
Tercera División
- 1979 3e
Tercera División
- 1980 11e
Tercera División
- 1981 6e
Tercera División
- 1982 6e
Tercera División
- 1983 16e
Tercera División
- 1984 7e
Tercera División
- 1985 3e
Tercera División
- 1986 1e
Tercera División
- 1987 3e
Tercera División
- 1988 7e
Segunda División B
- 1989 8e
Segunda División B
- 1990 3e
Segunda División B
- 1991 5e
Segunda División B
- 1992 8e
Segunda División B
- 1993 1e
Segunda División B
- 1994 15e
Segunda División
- 1995 19e
Segunda División
- 1996 8e
Segunda División
- 1997 8e
Segunda División
- 1998 13e
Segunda División
- 1999 17e
Segunda División
- 2000 13e
Segunda División
- 2001 17e
Segunda División
- 2002 14e
Segunda División
- 2003 19e
Segunda División
- 2004 19e
Segunda División
- 2005 5e
Segunda División B
- 2006 13e
Segunda División B
- 2007 8e
Segunda División B
- 2008 12e
Segunda División B
- 2009 4e
Segunda División B
- 2010 5e
Segunda División B
- 2011 4e
Segunda División B
- 2012 12e
Segunda División B
- 2013 2e
Segunda División B
- 2014 2e
Segunda División B
- 2015 10e
Segunda División
- 2016 2e
Segunda División
- 2017 17e
Primera División
- 2018 17e
Primera División
- 2019 13e
Primera División
- 2020 18e
Primera División
- 2021 3e
Segunda División
- 2022 12e
Segunda División
- 2023 14e
Segunda División
- 2024 1e
Segunda División
- 2025 18e
Primera División

- Primera División
- Segunda División
- Segunda División B
- Tercera Federación
- 1e regionaal
- 2e regionaal
- 3e regionaal

## Bekende (oud)-spelers
- Nordin Amrabat
- David Belenguer
- Henrique Catanha
- Riza Durmisi
- Samuel Eto'o
- Munir El Haddadi
- Sébastien Haller
- Mariano Juan
- Matija Nastasić
- Kenneth Omeruo
- Renato Tapia
- Pierre Webó

1 Soriano ·
2 Altimira ·
3 Sáenz ·
4 Barišić ·
5 Tapia ·
6 González  ·
7 Rodríguez ·
8 Cissé ·
9 De la Fuente ·
10 Raba ·
11 Cruz ·
12 Rosier ·
13 Dmitrović ·
14 Brašanac ·
15 Franquesa ·
17 Neyou ·
18 Duk ·
19 D. García ·
20 Hernández ·
21 López ·
22 Nastasić ·
23 El Haddadi ·
24 Chicco ·
30 Diomande ·
Coach: Jiménez
Albacete Balompié ·
UD Almería .
FC Andorra .
Burgos CF ·
Cádiz CF .
CD Castellón .
AD Ceuta FC .
Córdoba CF .
Deportivo La Coruña ·
SD Eibar · 
Sporting de Gijón ·
Granada CF .
SD Huesca ·
UD Las Palmas .
CD Leganés .
Cultural Leonesa .
Málaga CF .
CD Mirandés ·
Racing de Santander ·
Real Sociedad B .
Real Valladolid .
Real Zaragoza